# Apalis alticola
El apalis cabecipardo (Apalis alticola) es una especie de ave paseriforme de la familia Cisticolidae propia del sur de África central y la región de los Grandes Lagos de África. 

## Descripción
Mide entre 12–13 cm de largo, incluida su larga cola. El plumaje de sus partes superiores es de color pardo grisáceo, salvo la parte superior de la cabeza que es de color castaño. En cambio sus partes inferiores son blanquecinas. Su pico negro es bastante largo y ligeramente curvado hacia abajo. Sus patas son rosadas y sus ojos anaranjados claros. Ambos sexos tienen un aspecto similar, pero los juveniles son de tonos más oliváceos en las partes superiores y ligeramente amarillentos en las inferiores.
En la subespecie A. a. alticola las puntas de las plumas exteriores son blancas y los tres pares siguientes tiene puntas blancas más finas. La subespecie A. a. dowsetti tiene las plumas exteriores totalmente blancas. 
El apalis cabecipardo es similar al apalis gris, pero este tiene la cabeza grisácea y los ojos oscuros. Tiene las plumas exteriores de la cola blancas como las de A. a. dowsetti pero su área de distribución no solapa con las de esta subespecie.
El canto de apalis cabecipardo consiste en una serie de notas agudas de tipo «chip».

## Taxonomía
Fue descrito científicamente en 1899 por el ornitólogo inglés George Ernest Shelley. Anteriormente fue considerado una subespecie del apalis gris, pero en la actualidad se consideran especies separadas. 
Se reconocen dos subespecies:
- A. a. alticola (Shelley, 1899) - se encuentra en partes de Angola, Zambia, Malaui, el sureste de la República Democrática del Congo, Tanzania y el escarpe Nguruman, en el sur de Kenia.
- A. a. dowsetti Prigogine, 1973 - se localiza solo en la meseta Marungu en la República Democrática del Congo.

## Distribución y hábitat
Se distribuye fragmentariamente por el sur de África central y la región de los Grandes Lagos. Habita en los bosques de altitudes medianas y altas. Suele encontrarse en parejas o en pequeños grupos. 
En los lugares donde coincide con el apalis gris, se restringe al límite del bosque.